# Renanthera storiei
Renanthera storiei es una especie de orquídea originaria de las Filipinas.

## Descripción
Es una planta tamaño medio a gigante, que prefiere el clima cálido, de hábitos epifitas o terrestres con un tallo grueso con muchas hojas, amplias, dísticas, oblongas, coriáceas, retusas y apicalmente bilobulada. Florece en una inflorescencia semi-colgante, horizontal a arqueada, 2 a 3 veces ramificada, con hasta 100 flores, la inflorescencia es leñosa con grandes y vistosas flores rojas que se producen en el verano.

## Distribución y hábitat
Se encuentra únicamente en las Filipinas en alturas de hasta 1000 metros en la base de los árboles por lo general a pleno sol. 

## Taxonomía
Renanthera storiei fue descrita por Heinrich Gustav Reichenbach y publicado en The Gardeners' Chronicle, new series 14: 296. 1880.
Sinonimia
- Renanthera storiei f. citrina Valmayor & D.Tiu
- Vanda storiei Storie ex Rchb.f.[3][4]